# Ловци
Ловци (болг. Ловци) — село в Болгарии. Находится в Смолянской области, входит в общину Мадан. Население составляет 230 человек.

## Политическая ситуация
В местном кметстве Ловци, в состав которого входит Ловци, должность кмета (старосты) исполняет Емвер Фаиков Хайдушки (коалиция в составе 3 партий: Порядок, законность и справедливость (РЗС), Болгарская социал-демократия (БСД), Национальное движение «Симеон Второй») по результатам выборов правления кметства 2007 года.